# Hôtel de ville d'Albi
L'hôtel de ville d'Albi est un édifice situé à Albi, dans le département français du Tarn, en France, abritant les services de la mairie.

## Historique
Le bâtiment est construit au XVIIe siècle.
L'édifice est inscrit au titre des monuments historiques le 21 juin 1971.